# Grane (Fluss)
Die Grane ist ein rechter Nebenfluss der Innerste westlich und nordwestlich  Goslars.
Sie entspringt in der Nähe von Hahnenklee im Oberharz und mündet ca. 12 km später in Langelsheim in die Innerste. In Herzog Juliushütte bei Astfeld im Landkreis Goslar wird sie zur Granetalsperre gestaut.
Ihr Einzugsgebiet beträgt rund 45 km², davon 22 bis zum  Staudamm.
Der Fluss tritt in seinen ersten urkundlichen Erwähnungen des 12. Jahrhunderts als Grana in Erscheinung. Der Name leitet sich vermutlich von indogermanisch *gʰrənā mit der Bedeutung 'die Zerfließende' ab.

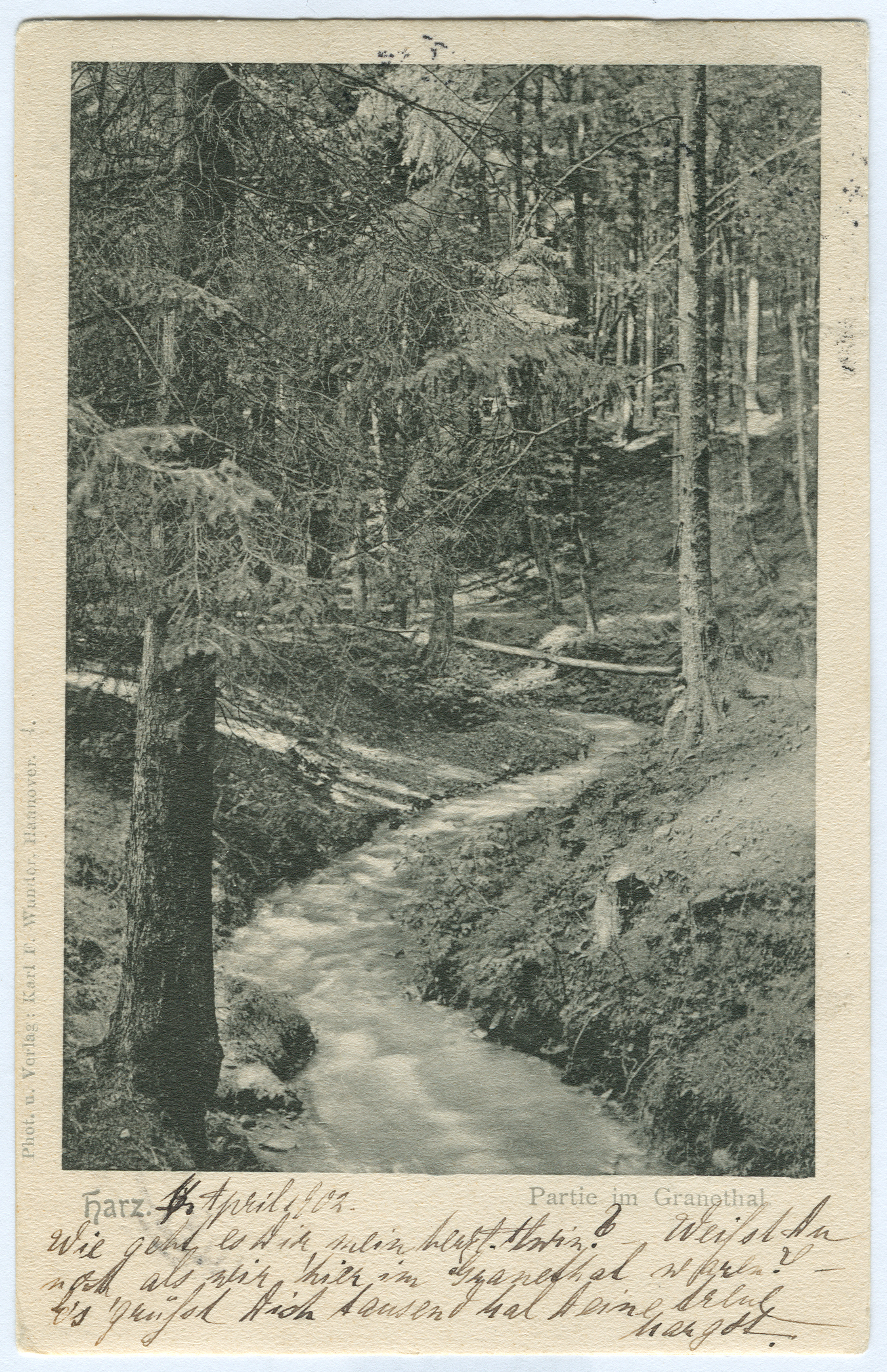
Ansichtskarte Partie im Granethal um 1900 von Karl Friedrich Wunder
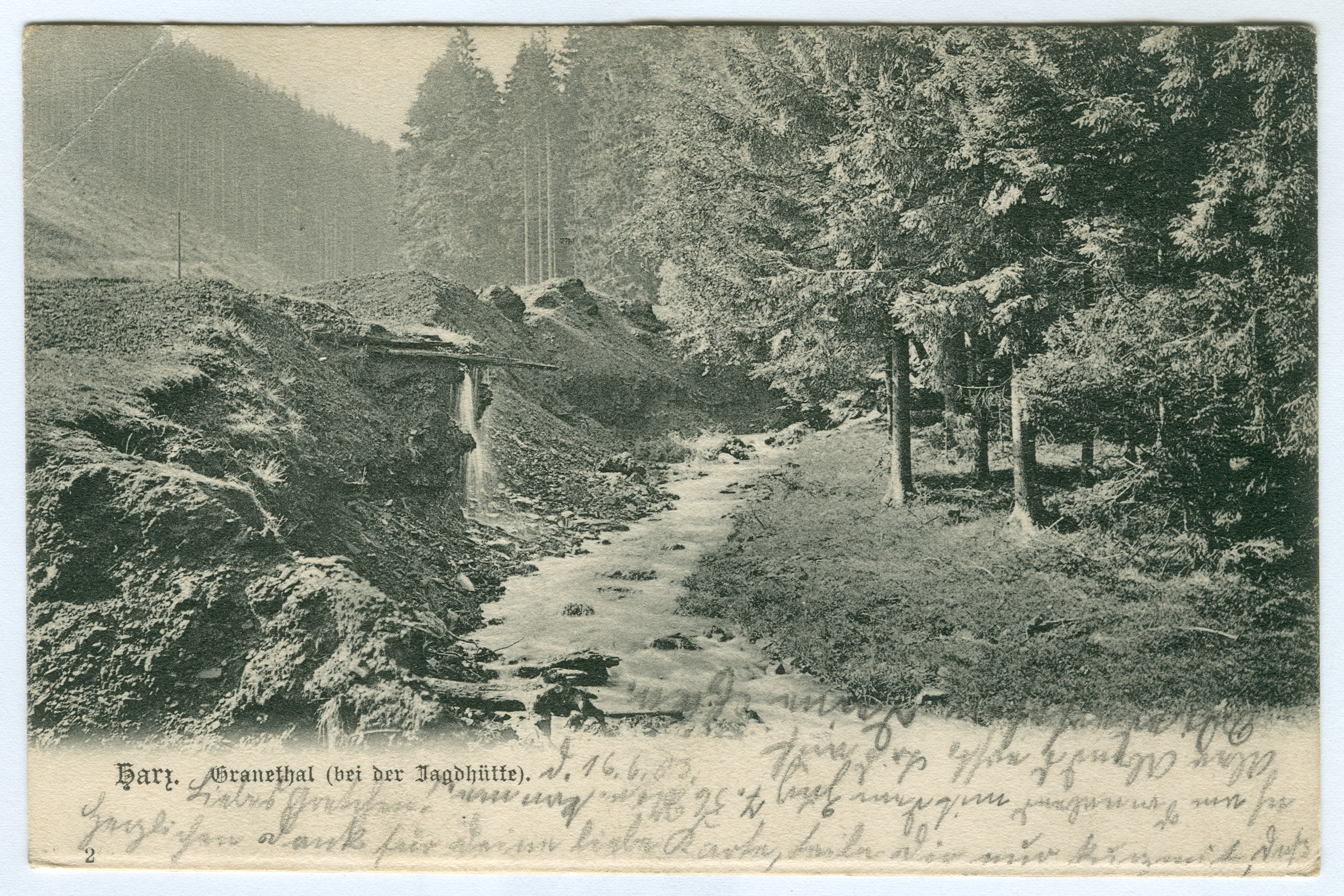
Um 1900: Abholzung, Bodenerosion und zwei Wasserläufe im früheren Granethal (bei der Jagdhütte); Ansichtskarte von Karl Friedrich Wunder
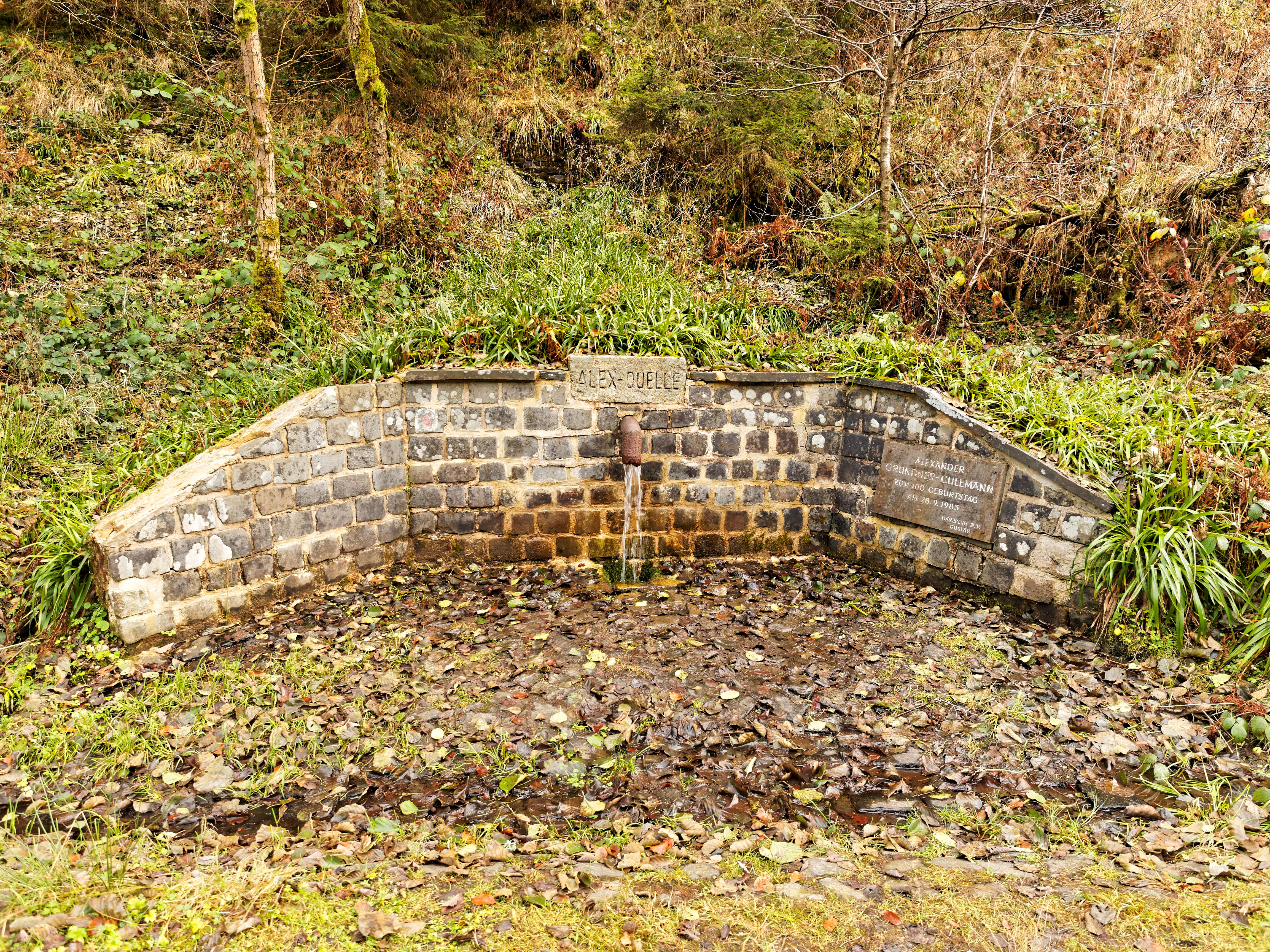
Die Alex-Quelle speist den Oberlauf des Flusses zwischen Hahnenklee und der Granetalsperre